# Zaytoun (film)
Pour l’article ayant un titre homophone, voir Zeitoun.
Pour plus de détails, voir Fiche technique et Distribution.
Zaytoun (זייתון, littéralement « l'olivier », en arabe  زيتون) est un road movie dramatique britannico-israélo-français d'Eran Riklis sorti en 2013. L’action met en scène un réfugié palestinien et un militaire israélien pendant l’invasion israélienne au Liban de 1982. 

## Synopsis
Durant l’invasion israélienne au Liban de 1982, Fahed, un jeune réfugié palestinien de 12 ans qui a perdu sa mère, vit dans le camp de Chatila à Beyrouth avec son père Abu Fahed, son grand-père Seedo, son meilleur ami Ahmed et quelques autres. Surnommé Zico d’après une star de football, il essaie de gagner un peu d’argent en vendant des cigarettes en ville et rencontre à cette occasion Leclair, une employée de l’ONU, avant de se faire tabasser par des jeunes marchands libanais et de rentrer au camp par un passage tenu par des soldats libanais phalangistes.
Fahed et sa famille cultivent un olivier en pot pour le replanter un jour dans leur village natal de Bilad el Cheïkh près de Haïfa ; ils ont gardé précieusement la clé de leur maison comme tous les Palestiniens dont les maisons ont été occupées.
Peu après, un chasseur-bombardier israélien est touché par un tir ; son pilote, Yoni, s’éjecte de l'avion, et tombe en parachute dans le camp de réfugiés palestiniens de Chatila. Il est confié à la garde sourcilleuse de Fahed, qui parle anglais, et à celle plus débonnaire d’Ahmed et de deux autres enfants et d’un chien nommé Churchill. Le père de Fahed est tué lors d’un bombardement israélien. Fahed blesse avec son pistolet Yoni, qui est confié à la garde d’Im Ahmed, femme médecin et mère d’Ahmed.
Ahmed, que Yoni apprécie, est mortellement blessé par des Libanais phalangistes (anti-palestiniens). Une nuit, alors que Yoni a été ramené dans sa cellule, Fahed prend son ballon de football et le plant d’olivier et s’enfuit avec Yoni, qui lui avait proposé de l'emmener avec lui et le faire entrer en Palestine s'il le libérait. Ils aboutissent dans le taxi d’Aboudi, un Libanais volubile et combinard qui entrevoit une bonne affaire pour les mener jusqu’à la frontière avec Israël.
Après quelques aventures, Fahed et Yoni se retrouvent dans la jeep de deux soldats syriens qui voulaient les arrêter et s'emparent de la kalachnikov de l’un d’entre eux. Fahed ayant oublié de serrer le frein à main de la Jeep, le véhicule s’écrase sur des rochers. À pied et à dos d’âne, les deux compères finissent par arriver à la base de Yoni, où ils retrouvent Leclair, l’employée de l’ONU.
À son grand dam, Fahed apprend qu’il doit retourner à Chatila avec Leclair, ce qu’il considère comme une trahison de la part de Yoni. Celui-ci obtient de passer 24 heures avec Fahed hors de la base et ils finissent par trouver la maison familiale de Fahed abandonnée, mais dont la clé fonctionne toujours, et celui-ci plante le précieux olivier.
Yoni ayant promis de faire son possible pour faire venir Fahed, son grand-père, son ami Hassan et Churchill, Fahed lui offre son ballon de football pour Uri, son fils à naître, et l’étreint avant de repartir avec Leclair vers un avenir incertain.

## Fiche technique
- Titre original : זייתון
- Titre français : Zaytoun
- Réalisation : Eran Riklis
- Scénario : Nader Rizq
- Direction artistique : Yoel Herzberg
- Décors : Nir Alba et Maha Assal
- Costumes : Hamada Atallah
- Photographie : Dan Laustsen
- Son : Ashi Milo
- Montage : Hervé Schneid
- Musique : Cyril Morin
- Production : Frederick A. Ritzenberg et Gareth Unwin
- Société(s) de production : Bedlam Productions, Far Films et Pathé
- Société(s) de distribution :  Pathé
- Budget :
- Pays d’origine :  Royaume-Uni /  Israël /  France
- Langue : anglais/hébreu/arabe
- Format : couleur - 35mm - 2.35:1 -  Son Dolby numérique
- Genre : road movie dramatique
- Durée : 107 minutes
- Dates de sortie :
  -  Canada : 9 septembre 2012 (festival international du film de Toronto)
  -  France : 27 février 2013

## Distribution
- Stephen Dorff : Yoni, le pilote israélien
- Abdallah El Akal : Fahed, le jeune Palestinien, surnommé "Zico"
- Ashraf Barhom : un milicien palestinien
- Alice Taglioni : Leclair, l'employée française de l'ONU
- Tarik Kopty : Seedo, le grand-père de Fahed
- Mira Awad : Im Ahmed, la femme médecin et mère d'Ahmed, un ami de Fahed
- Ashraf Farah : Khaled
- Johnny Arbid (comme Jony Arbid) : Abu Fahed, le père de Fahed
- Loai Nofi : Aboudi, le chauffeur de taxi libanais
- Ali Suliman : un soldat syrien
- Doraid Liddawi : un soldat syrien
- Adham Abu Aqel : Ahmed
- Nidal Badarneh : Mustafa
- Hezi Gangina : Casanova
- Morad Hassan : Rami
- Michel Khoury
- Osamah Khoury : Hassan

## Version française
- Société de doublage : NDE Production
- Direction artistique : Antony Delclève
- Adaptation des dialogues : Frédéric Alameunière
- Enregistrement et mixage : Damien Davadant